# Chansigne
Le chansigne est une forme d'expression artistique qui consiste à exprimer les paroles d'une chanson traduites en langue des signes au rythme de la musique de cette chanson. L'interprète est alors un chansigneur. Les paroles signées peuvent être mêlées à de la vision virtuelle ou à d'autres formes de danse. La vision virtuelle et d'autres gestes peuvent servir à transcrire les parties instrumentales de la musique en plus des paroles. On peut parler de réécriture dans le chansigne car il s'agit d'adapter la musique et de lui donner un sens, en lui intégrant du rythme, des jeux de mots ainsi que de la poésie. Le chansigne est une adaptation à part entière. La musique peut être présente et on peut lui ajouter des bruitages ainsi que des textes parlés. 
Une artiste chansigneuse sourde définit ainsi le chansigne : « "Suite de signes modulés émis par le corps humain, qui, par la différence de rythme et d'amplitude produisent des sensations variées." C'est une définition pompeuse pour dire que je fais corps avec la musique. Un chanteur anglais ne chante pas que pour les anglophone [sic], moi c'est pareil. »
Le chansigne existe en tant que forme d'art indépendante, ainsi que pour rendre accessible un spectacle ou un clip aux sourds et malentendants.

## Histoire
Dans les années 1970, aux États-Unis, des chorales de chansigne apparaissent dans les établissements scolaires utilisant la langue des signes tels que l'université Gallaudet. Des recueils de chansignes sont publiés tels que Lift up your hands de Donna C. Gadling, Daniel H. Pokorny et Lottie L. Riekehof (1976).

## Enseignement du chansigne
Il existe aujourd’hui des lieux d’enseignement de la pratique du chansigne : c’est notamment le cas au sein de la maîtrise populaire de l’Opéra comique à Paris, une formation permettant au jeunes de l'âge de 8 à 25 ans de suivre des cours de chant, de danse, claquettes, de théâtre et de formation musicale, en montant régulièrement sur scène. Depuis juillet 2018, le chansigne y est enseigné aux élèves comme une matière à part entière.
Il existe par conséquent des personnes aptes à enseigner le chansigne : Jennifer Tederi (enseignante à la maîtrise populaire de l’Opéra comique à Paris) qui est à la base une traductrice en langue des signes française, est ainsi devenue professeur des « maîtrisiens » et travaille avec la directrice artistique sur l’adaptation des œuvres choisies. En effet, les malentendants ne connaissant pas les bruits du quotidien ou ne sachant pas ce que sont des onomatopées présentes dans certaines chansons, il faut réadapter les œuvres en prenant ce paramètre en considération. C’est ce que la directrice de la maîtrise explique : « J'ai donc lancé à Jennifer le défi de traduire en geste tous ces éléments de langage pour permettre aux malentendants d'appréhender une œuvre chantée dans tous ces aspects. ».
Les cours de chansigne se déroulent de la manière suivante : les élèves apprennent une œuvre chorégraphiée où la gestuelle traduit les paroles de la chanson.

## Le travail d'interprétation
Le chansigne peut également être utilisé pour renforcer la sensibilité d'un message. En effet, plusieurs chanteurs et chanteuses de musique populaire française ont eu recours à cette discipline pour certains de leurs clips ou lors de concert. Dans le clip de sa chanson Savoir aimer, on peut ainsi voir Florent Pagny chansigner à plusieurs reprises.

## Différentes formes de chansigne
Cette section ne s'appuie pas, ou pas assez, sur des sources secondaires ou tertiaires indépendantes du sujet.

Pour l'améliorer, ajoutez-en, ou placez des modèles {{Source secondaire souhaitée}} ou {{Source secondaire nécessaire}} sur les passages mal sourcés. (janvier 2024)
Il existe différents types de chansignes.
En effet, il est possible de créer directement des compositions originales de chansons, en utilisant la langue des signes. Sur cette création originale, il est également possible d’ajouter un texte oral, des bruitages, ou encore de la musique, etc. 
Pour le tournage des clips, les créateurs de musique de chansigne imaginent une mise en scène. Le chansigne est donc une discipline à part entière et ne peut s’improviser.
Aujourd'hui, il existe deux processus de création du chansigne, le projet ex nihilo et ex materiae. 
Pour le premier procédé, la liberté de création est grandissante et largement décuplée.
En effet, le dialogue établi entre le texte, la mélodie et les signes, peut alors constituer des éléments moteurs de ce processus de création.
Lors de la création des musiques, les artistes sont libres de composer dans l’ordre qu’ils souhaitent, en fonction de leurs styles.
En effet, les artistes ont alors la possibilité de créer leur chansigne à partir des signes, et ensuite de proposer une adaptation écrite pour enfin conclure en composant la mélodie et vice versa.
Au sein d’un groupe, la présence de personnes sourdes aide énormément, notamment pour l’adaptation des textes allant d’une culture à une autre. 
Ceci fait avancer le travail des musiciens,car ils peuvent rapidement se tourner face aux problématiques de la spatialité de la langue des signes sur scène pour par la suite,les déjouer afin que les univers sonores et visuels s’accordent au mieux entre eux. 
Pour ce faire, les membres du groupe, peuvent utiliser des signaux alertant le chansigneur de la structure et d’une éventuelle transition à venir exemple : pour un passage d’un verse à un chorus, bridge etc.
Inversement, lorsque des artistes ont déjà une production musicale créée sans que la langue des signes ait pu faire sa place dans leur création, ils se doivent alors afin de pouvoir bien finaliser leurs travaux, inviter un chansigneur à se joindre à eux. Cependant si ce dernier est entendant , alors celui-ci devra faire un travail de mémorisation et d’adaptation des textes.
Afin de remédier à ce problème, il faudrait qu’un traducteur sourd, puisse valider la traduction et ainsi corriger toutes les maladresses présentes dans la création et surtout de ne pas bafouer la culture sourde, même si nous devons reconnaître qu’un entendant n'est pas forcément renseigné sur les lourds événements que porte cette culture, auquel cas le chansigneur n’est qu’un outil visuel et esthétique[source insuffisante].

### Le chansigne «pi-sourd/ a capella»
Le chansigne « pi-sourd » (c’est-à-dire qui s’adresse à la culture sourde) est né grâce à une communauté sourde ayant vécu dans des milieux sourds et qui est donc particulièrement sensibles aux vibrations de la musique. Les membres de cette communauté ont démontré une volonté d’affirmer leur identité ainsi que leur culture et de s’approprier des formes artistiques, notamment avec le chansigne. Ils ont donc créé leur propre forme de chansigne qui se démarque des habitudes de la musique des personnes entendantes, sa structure est basée sur la répétition de signes et la description iconique en transfert de taille et de formes. 
La majorité des thèmes abordés dans ce style de chansigne est centrée sur la nature ainsi que sur les sensations que celle-ci procure. 
Il peut parfois y avoir la présence d’instruments de musique dans ce type de chansigne et il s’agit la plupart du temps de percussions, car ces instruments sont particulièrement proches dans les relations entre le visuel et les vibrations.

### Le chansigne «iconique»
Le terme « iconique » fait référence au processus d’iconicité de la langue des signes , elle est en effet compréhensible même par des personnes ne parlant pas la même langue, elle est en quelque sorte universelle et peut permettre de communiquer avec des sourds étrangers. Selon Agnès Millet dans son article « La langue des signes française : une langue iconique spatiale et méconnue », « au plan lexical, l'iconicité est au cœur de la création du vocabulaire. »
La langue des signes iconiques va donc permettre aux interprètes de retranscrire des émotions, des expressions ou encore des métaphores lors d'une interprétation musicale. Cette forme de chansigne est d'une large accessibilité et peut donc s'adapter à différents styles musicaux et par conséquent toucher un plus large public.

## Les artistes et le chansigne
Sean Forbes, rappeur devenu sourd un an après sa naissance, est une des personnalités importantes dans la communauté des sourds américains. Il interprète pour la première fois I'm Deaf sur YouTube, en langue des signes,.
La chanteuse Liz Cherhal a mis le chansigne à l'honneur lors de sa dernière création. Son concert L'Alliance est un concert bilingue français/langue des signes. La totalité de ses chansons sont interprétées sur scène par un comédien qui chansigne à ses côtés.
Le danseur sourd et chorégraphe Shaheem Sanchez interprète "Supernature" de Cerrone lors de la cérémonie d'ouverture des Jeux olympiques de Paris 2024.

## Le lien entre le corps et la musique
Si la musique agit directement sur notre corps, la pratique de la musicothérapie par exemple montre un rapport sonore et corporel important. La partition musicale peut suivre la partition corporelle selon Pina Bausch, comme dans Orphée et Euridice dans lequel les danseuses s’élancent aux moments des nuances musicales. Le corps réagit aux lignes mélodiques chantées. Le corps réagit également au texte qui est mis en musique. En effet, le comédien traduit le texte par l'intermédiaire d'une gestuelle propre aux attitudes corporelles.